# Collegio Bosisio
Il collegio Bosisio si trova a Monza, in via Zucchi 23.

## Storia
Si tratta di un edificio neoclassico, ultimato nel 1843. Il collegio volle subito distinguersi rispetto all'offerta educativa già presente a Monza. Si decise dunque di coprire gli studi dalle elementari sino alle classi superiori, con programmi che risultavano molto moderni per l'epoca; si studiava tedesco, francese, declamazione, oltre a materie artistiche come disegno, musica e arte. In questa struttura studiò il giovane Mosè Bianchi prima di trasferirsi nel 1856 all'Accademia di Brera

## Struttura

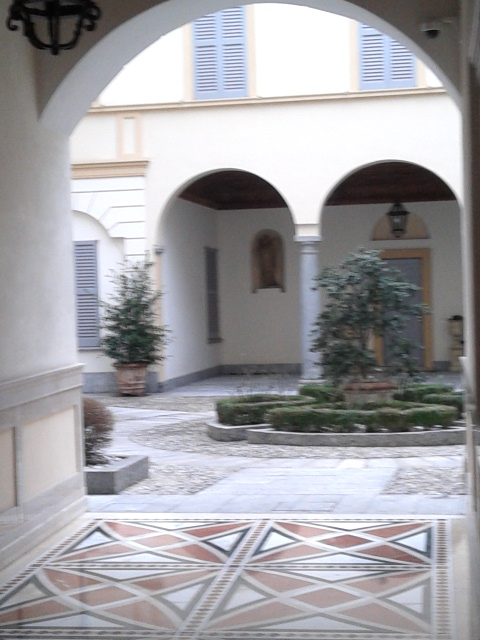
Collegio Bosisio, ingresso e cortile interno

Il palazzo ha una facciata che segue la curvatura della strada e si sviluppa su due piani, con una sequenza di lesene con capitelli ionici, alternate ad aperture rettangolari. Le finestre del primo piano sono inserite in piccole incorniciature e sono sormontate da decorazioni rettilinee. Sopra ogni singola finestra si possono ammirare dei tondi in terracotta che recano i ritratti di personaggi illustri dell'arte, della letteratura e della scienza. Conclude l'edificio un grande timpano triangolare che sovrasta solo il corpo centrale.
Agli inizi del XXI secolo l'edificio è stato rimaneggiato per adibirlo a private abitazioni, conservando principalmente la facciata.